# Charles Tate Regan
Charles Tate Regan (Sherborne (Dorset), 1 februari 1878 - 12 januari 1943) was een Brits ichtyoloog. Hij ging in 1897 naar Queens' College, Cambridge, waar hij studeerde onder Adam Sedgwick en John Stanley Gardiner. Hij behaalde de graad van B.A. in 1900 en M.A. in 1907. Vanaf 1901 was hij verbonden aan het Natural History Museum in Londen, eerst als assistent. In 1917 werd hij verkozen tot Fellow of the Royal Society. Hij werd in 1921 benoemd tot Keeper of Zoology (hoofd van het departement zoölogie) van het museum en van 1927 tot 1938 was hij directeur van het gehele Natural History Museum.

## Werk
Regan hield zich vooral bezig met classificatieschema's en taxonomie van vissen. Hij beschreef vele vissoorten, waaronder de Siamese kempvis, de spatzalm, de hoogvinkarper en de kortsnuitijshaai. Hij determineerde ook vissen die door Britse expedities waren verzameld, zoals de Scottish National Antarctic Expedition van de Scotia naar de Zuidelijke Orkneyeilanden en Coatsland in Antarctica (1902-1904), de Percy Sladen Trust Expeditie uit 1905 naar de Indische Oceaan, geleid door J. Stanley Gardiner en de Britse Terra Nova-expeditie naar Antarctica van 1910 onder leiding van Robert Falcon Scott. Hij beschreef daarbij talrijke nieuwe soorten en geslachten.

## Eerbetoon
Diverse andere ichthologen hebben als eerbetoon een vissoort naar hem genoemd; daaronder Apogonichthyoides regani, Cetostoma regani, Chromidotilapia regani, Holohalaelurus regani, Julidochromis regani, Paraneetroplus regani, Percocypris regani, Trichomycterus regani en Zebrias regani.